# Stefan Jütte
Stefan Jütte (* 21. April 1946 in Leipzig) ist ein deutscher Manager und war von 2009 bis 2012 Vorstandsvorsitzender der Deutschen Postbank AG.

## Leben
Jütte absolvierte ab 1964 eine Ausbildung zum Sparkassenkaufmann bei der Stadtsparkasse Hildesheim, legte 1971 seine Prüfung zum Staatlich geprüften Betriebswirt ab. Er studierte später an der Universität Göttingen und erhielt 1975 sein kaufmännisches Diplom.
Nach Tätigkeiten bei Banken erhielt er 1990 einen Platz im Vorstand der Sparkasse Münster und 1994 bei der DSL Bank in Bonn. Nachdem die DSL Bank 1999 an die Postbank verkauft worden war, wechselte Jütte im Jahr 2000 in den Vorstand der Deutschen Postbank AG und war dort vom 1. Juli 2009 bis zum 30. Juni 2012 Vorstandsvorsitzender.